# Hammond-Postulat
Das Hammond-Postulat ist ein Kinetik-Lehrsatz der physikalischen Chemie.
Formuliert wurde es von George S. Hammond (California Institute of Technology) und John E. Leffler (Florida State University). Daher ist es im angloamerikanischen Raum auch als „Hammond-Leffler postulate“ bekannt.
Das Hammond-Postulat beschreibt die Molekül-Geometrien der Übergangszustände in chemischen Reaktionen. Nach dem Hammond-Postulat sind sich die energetisch näherstehenden Zustände in einer chemischen Reaktion auch geometrisch, d. h. strukturell ähnlicher. Daraus folgt, dass bei exothermen Reaktionen die Geometrie des Übergangszustands dem Edukt ähnlicher ist, da der Energieunterschied zwischen Edukt und Übergangszustand geringer ist (früher Übergangszustand) als der Unterschied zwischen Übergangszustand und Produkt. In endothermen Reaktionen ist es dagegen umgekehrt, da der Übergangszustand energetisch und damit auch geometrisch dem Produkt näher ist (später Übergangszustand).

## Anwendungsbeispiel
Mit Hilfe des Hammond-Postulats lassen sich zum Beispiel die relative Reaktivität der C-H-Bindungen in Butan bzw. Isobutan (Gasphase 27 °C) gegenüber Halogenatomen bei der radikalischen Substitution beschreiben, man betrachte hierzu die folgende Tabelle.
| Radikal                    | Primäre C-H-Bindung | Sekundäre C-H-Bindung | Tertiäre C-H-Bindung |
| -------------------------- | ------------------- | --------------------- | -------------------- |
| F {\displaystyle \cdot }   | 1                   | 1,2                   | 1,4                  |
| Cl{\displaystyle \cdot }   | 1                   | 3,9                   | 5,1                  |
| Br{\displaystyle \cdot }1) | 1                   | 32                    | 1600                 |

1) bei 127 °C
Betrachtet man Fluor gegenüber Brom, so kann man die relativen Reaktivitäten wie folgt mit Hilfe des Hammond-Postulats beschreiben.
Das reaktive F-Atom reagiert exotherm mit einer R-H-Bindung (R = Rest), der Übergangszustand ist laut Hammond-Postulat reaktandenähnlich.

Das weniger reaktive Br-Atom reagiert gegenüber dem F-Atom meist endotherm, laut Hammond-Postulat ist hier der aktivierte Komplex produktähnlich.

Das bedeutet, dass die R-H-Bindung im Übergangszustand R {\displaystyle \cdot \cdot \cdot } H {\displaystyle \cdot \cdot \cdot } F nur wenig gedehnt ist, im R {\displaystyle \cdot \cdot \cdot } H {\displaystyle \cdot \cdot \cdot } Br ist die R-H-Bindung jedoch schon weitestgehend gespalten.

Es folgt, dass sich unterschiedlich starke R-H-Bindungen auf die Geschwindigkeit der Reaktion mit dem hoch reaktiven F{\displaystyle \cdot } nur wenig auswirken, jedoch haben verschieden starke R-H-Bindungen einen großen Einfluss auf die Geschwindigkeit der Reaktion mit dem weniger reaktiven Br {\displaystyle \cdot }.

Als Fazit ergibt sich daraus, dass F eine geringe Selektivität aufgrund seiner hohen Reaktivitätsgeschwindigkeit hat, Br hingegen hat eine hohe Selektivität wegen des großen Einflusses verschiedener R-H-Bindungen auf die Reaktionsgeschwindigkeit.
Man sieht, dass das Hammond-Postulat die relativen Reaktivitäten genau beschreibt.